# Messor testaceus
Messor testaceus är en myrart som beskrevs av Horace Donisthorpe 1950. Messor testaceus ingår i släktet Messor och familjen myror. Inga underarter finns listade i Catalogue of Life.